# Dzsamál ál-Száíhí
Dzsamál ál-Száíhí (arabul: جمال السايحي;  Montpellier, 1987. január 27. –) francia születésű tunéziai válogatott labdarúgó, aki jelenleg a Montpellier Hérault játékosa.

## Sikerei, díjai
- Montpellier:
  - Ligue 1: 2011–12

## Nemzetközi góljai
| #  | Dátum             | Helyszín                                      | Ellenfél  | Pontszám | Eredmény | Mérkőzés   |
| -- | ----------------- | --------------------------------------------- | --------- | -------- | -------- | ---------- |
| 1. | 2009. február 11. | Stade 7 November, Radès, Tunézia              | Hollandia | 1 – 1    | 1 – 1    | Barátságos |
| 2. | 2012. május 27.   | Stade Mustapha Ben Jannet, Monasztir, Tunézia | Ruanda    | 5 – 1    | 5 – 1    | Barátságos |